# Rechazo social
El término rechazo   hace referencia a la circunstancia en la cual un individuo es excluido en forma deliberada de una relación social o interacción social. Incluye tanto el rechazo interpersonal (o rechazo por los pares) como también el rechazo romántico. Una persona puede ser rechazada por un individuo o por un grupo de personas. Además, el rechazo puede ser activo, mediante el acoso o la ridiculización, o pasivo, mediante ignorar a la persona, o darle un "tratamiento silencioso". El receptor de la experiencia de ser rechazado la percibe de manera subjetiva, y la misma puede ser percibida aun cuando no está presente. 
Si bien los humanos son seres sociales, ciertos niveles de rechazo son una parte inevitable de la vida. Sin embargo, el rechazo puede convertirse en un problema cuando es prolongado o consistente, cuando la relación es importante, o cuando el individuo es muy sensible al rechazo. El rechazo por todo un grupo de personas puede tener efectos muy negativos, particularmente cuando da lugar a un aislamiento social.
La experiencia del rechazo puede producir varias consecuencias psicológicas adversas tales como baja autoestima, agresión, y depresión. También puede producir sentimientos de inseguridad emocional y aumentar la sensibilidad ante rechazamientos posteriores.

## La necesidad de ser aceptado
El rechazo es especialmente doloroso desde un punto de vista emocional a causa de la naturaleza social de los seres humanos y nuestra necesidad básica de ser aceptados en los grupos. Abraham Maslow y otros estudiosos han sugerido que la necesidad de amor y pertenencia es una motivación humana fundamental. Según Maslow, todos los seres humanos, aun los introvertidos, necesitan ser capaces de dar y recibir afecto para ser psicológicamente saludables. 
Los psicólogos creen que el simple contacto o interacción social con otros no es suficiente para satisfacer esta necesidad. De hecho, las personas poseen una fuerte tendencia emocional a establecer y mantener relaciones interpersonales saludables. Las personas necesitan tanto de relaciones estables como de interacciones satisfactorias con las personas en esas relaciones. Si alguno de esos dos ingredientes se encuentra ausente, las personas comienzan a sentirse solas e infelices. Por lo tanto, el rechazo es un tema importante. En efecto, la mayoría de las ansiedades humanas parecen reflejar temas vinculados con la exclusión social.
Ser miembro de un grupo es importante también para la identidad social, que es un componente clave de la autoestima. Mark Leary de la Universidad Wake Forest ha sugerido que el propósito principal de la autoestima es vigilar a las relaciones sociales y detectar rechazo social. Según esta interpretación, la autoestima es un indicador social que activa emociones negativas cuando aparecen signos de exclusión social.
Investigaciones en el ámbito de la psicología social confirman las bases motivacionales de la necesidad de aceptación. De manera específica, el miedo al rechazo conduce a la conformidad con la presión de los pares (a veces denominada influencia normativa), y acatamiento frente a las demandas de otros. Nuestras necesidades de afiliación e interacción social parecen ser particularmente fuertes cuando nos encontramos en situaciones de estrés.

## Rechazo en la niñez
El rechazo por los padres ha sido medido utilizando métodos de sociometría. Los estudios por lo general indican que algunos niños son populares, y reciben altas calificaciones, muchos niños se encuentran en la franja media, con calificaciones promedio, y una cantidad reducida de niños son rechazados, presentando calificaciones bajas. Una medida de rechazo se obtiene solicitando a los niños que indiquen cuales de sus pares les gustan o no les gustan. Los niños rechazados reciben pocas "nominaciones de gustar de ellos" y muchas "nominaciones de que no son gustados”. Los niños clasificados como dejados de lado reciben pocas nominaciones de ambos tipos.
Según Karen Bierman de la Universidad del Estado de Pensilvania, la mayoría de los niños que son rechazados por sus pares presentan uno o más de los siguientes patrones de comportamiento:
1. Bajos niveles de comportamientos prosociales, por ejemplo: turnarse o compartir.
2. Altos niveles de comportamientos agresivos o disruptivos.
3. Altos niveles de comportamientos desatentos, inmaduros, o impulsivos.
4. Altos niveles de ansiedad social.
5. Maltrato físico o psicológico (acoso, hostigamiento).

Bierman afirma que niños apreciados y de los cuales se gusta son socialmente competentes y saben cuando y como integrarse a grupos de juegos. Los niños que poseen el riesgo de ser rechazados son más proclives a insertarse de manera disruptiva, o quedarse fuera sin incorporarse a los juegos. Los niños agresivos que son atléticos o poseen buenas habilidades sociales es probable que sean aceptados por sus pares, y ellos se pueden convertir en líderes de grupitos que acosan a niños menos hábiles. Los niños provenientes de minorías sociales, niños con discapacidades, o niños que poseen características o comportamientos poco usuales pueden tener un riesgo mayor de ser rechazados. Dependiendo de las normas del grupo de pares, a veces diferencias pequeñas entre los niños pueden dar lugar a rechazo o abandono. Es menos probable que los niños que son menos extrovertidos o simplemente prefieren los juegos solitarios sean rechazados, por el contrario los niños que son inhibidos a nivel social y presentan signos de inseguridad emocional o ansiedad tienden a ser rechazados en mayor medida.

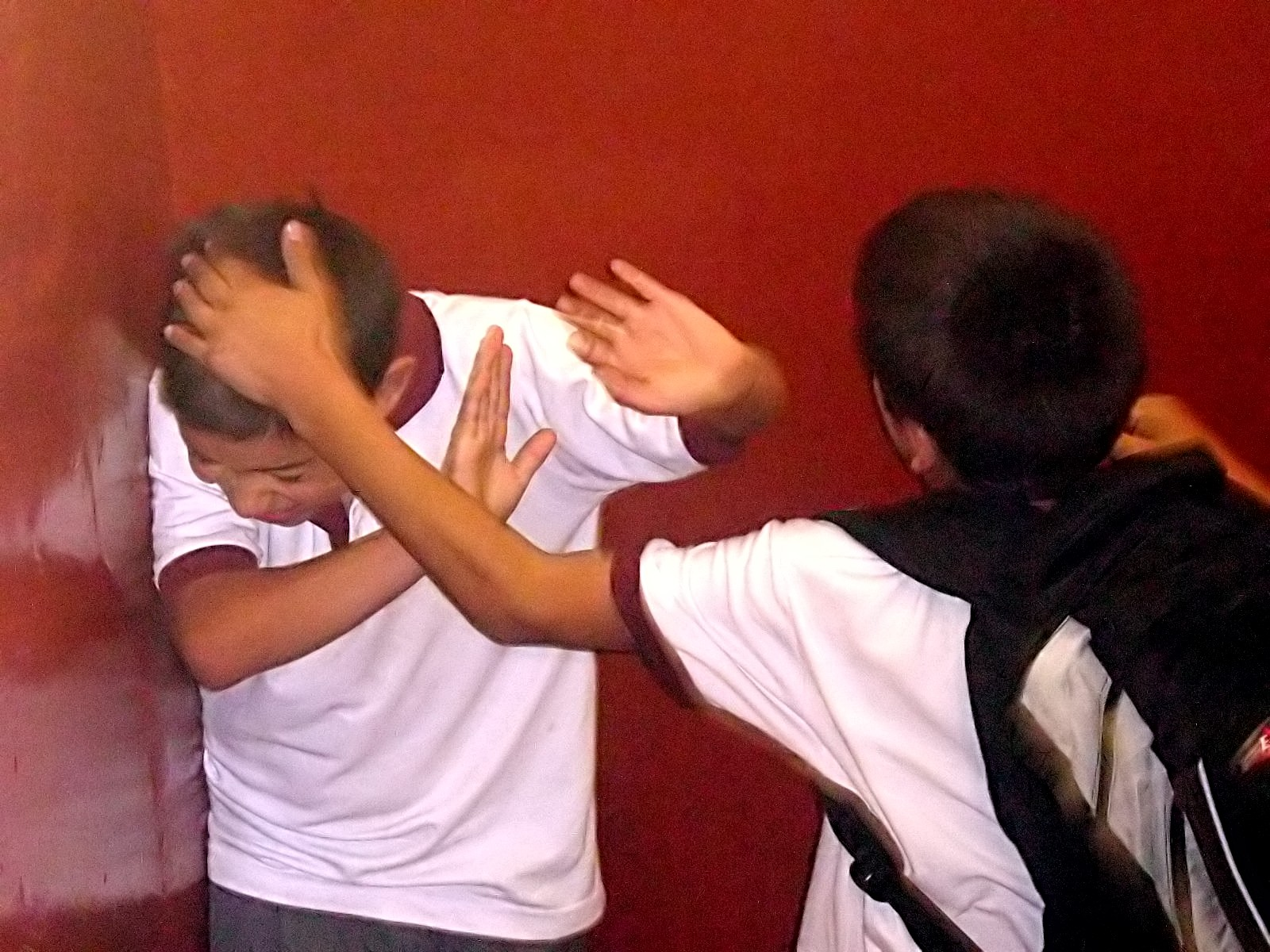
Es más probable que los niños rechazados sean acosados o molestados en la escuela y en los sitios de juego.

Una vez que se produce el rechazo por los pares, el mismo tiende a permanecer estable en el tiempo, y por lo tanto es difícil para el niño superarlo. Los investigadores han descubierto que el rechazo activo es más estable, más dañino, y más probable que continúe luego que un niño es transferido a otra escuela, que el niño que es simplemente dejado de lado. Una razón es que los grupos de pares establecen sesgos de reputación que actúan como un estereotipo e influyen sobre interacciones sociales posteriores. Por lo tanto, aun cuando niños rechazados y populares puedan presentar comportamientos y logros similares, los niños populares son tratados de manera mucho más favorable. 
Es probable que los niños rechazados tengan baja autoestima, y que posean un riesgo mayor de internalizar los problemas por ejemplo en forma de depresión. Algunos niños rechazados presentan un comportamiento externalizador y muestran agresión en vez de depresión. La investigación es en gran medida de carácter correlacional, pero existe evidencia de efectos recíprocos. Esto significa que es más probable que los niños con problemas sean rechazados, y este rechazo luego de lugar a mayores problemas para ellos. El rechazo crónico por los pares puede originar un ciclo de desarrollo negativo que empeora con el paso del tiempo.
Es más probable que los niños rechazados sean acosados y tengan menos número de amigos que los niños populares, pero no siempre se dan estas condiciones. Por ejemplo, algunos niños populares no poseen amigos íntimos, mientras que algunos niños rechazados si los poseen. Se cree que el rechazo por los pares es menos dañino en los niños que poseen por lo menos un amigo íntimo.
Un análisis de 15 casos de incidentes con armas de fuego en escuelas entre 1995 y el 2001 mostró que en 13 casos (87%) había situaciones de rechazo por los pares. Las experiencias documentadas de rechazo incluyeron tanto rechazo agudo como crónico y muy frecuentemente consistían en situaciones de ostracismo, acoso, y rechazo romántico. Los autores indicaron que si bien es probable que las experiencias de rechazo contribuyeron a los incidentes con armas de fuego, otros factores también se encontraban presentes, tales como depresión, pobre control de los impulsos, y otras psicopatologías.
Existen programas para ayudar a niños que sufren rechazo social. Un análisis a gran escala de 79 estudios controlados concluyeron que el aprendizaje de habilidades sociales es muy efectivo (r =.40 magnitud del efecto), con una tasa de éxito del 70%, comparado con una tasa de éxito del 30% en los grupos de control. Esto es un descenso de la efectividad en el tiempo, sin embargo, algunos estudios de seguimiento posteriores indicaron una magnitud del efecto algo menor (r =.35).
Los estudiantes que sufren de estrés emocional pueden mostrar rechazo a asistir a la escuela. A diferencia del absentismo escolar, el rechazo a ir a la escuela es el resultado del miedo, la ansiedad o la depresión de los estudiantes. Debido a que la escuela es una parte importante en el desarrollo de los jóvenes, es fundamental abordar este problema, para cerciorarse de que todos se relacionen con la escuela de manera apropiada. Por ello, se han realizado ciertas intervenciones psicosociales, principalmente la terapia conductual, que involucra relajación o entrenamiento de habilidades sociales, y la terapia cognitivo-conductual (TCC).
Una revisión sistemática de ocho estudios, que cubren a 435 participantes en edad escolar que tienen rechazo a ir la escuela, demostró que la TCC aumenta la asistencia a la escuela, pero no tiene incidencia alguna sobre la ansiedad. Sin embargo, varios riesgos de sesgo estaban presentes en la mayoría de los estudios, por lo que no se pueden sacar conclusiones firmes. Los estudios futuros deberían incluir tamaños de muestra más grandes y considerar otros tipos de intervenciones para llevar a cabo una evaluación más rigurosa.

### Intervención ante el rechazo en la niñez
El cuerpo docente de las escuelas desempeña un papel importante al respecto del rechazo en la niñez, pues puede intervenir ante la presencia del mismo y prevenir a tiempo sus consecuencias negativas. Primero, identificando el problema y los agentes involucrados; segundo, influyendo directamente la conducta de los agresores, los afectados y sus familias.
Esta intervención docente debe desarrollar competencias emocionales y sociales para fomentar un ambiente de inclusión. Ejemplos de dichas habilidades son el autocontrol para el agresor, la solución de conflictos para el afectado y el entrenamiento en crianza para los padres.

### TIC

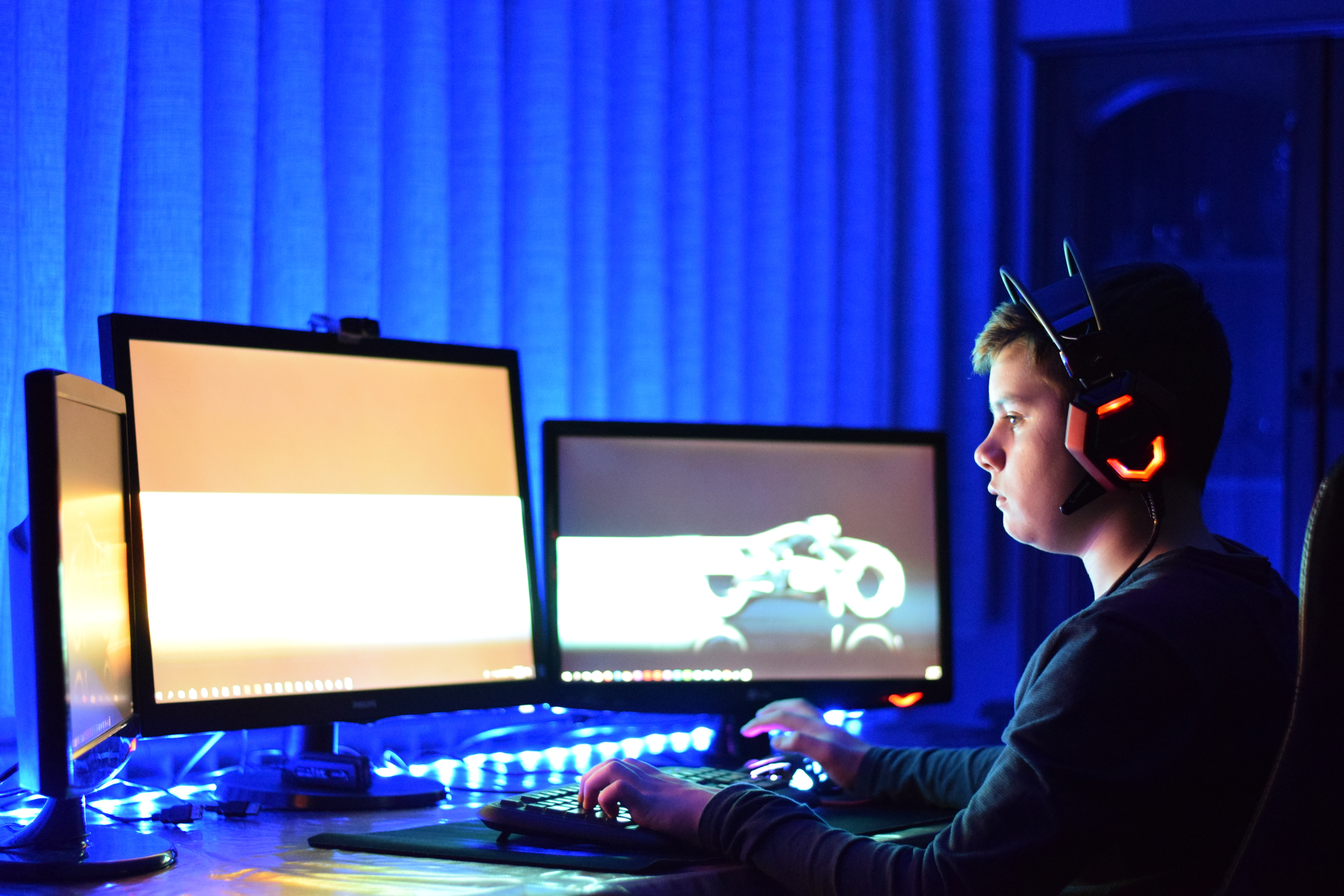
Adolescente juega videojuegos en solitario

Sabidos son los aspectos positivos que las tecnologías de la información y la comunicación (TIC) han aportado a la educación. Sin embargo, el mal uso de las mismas puede derivar en importantes riesgos, como el aislamiento social, la ansiedad y hasta la pérdida de control.
Lejos de revertir los ambientes y las consecuencias del rechazo, el abuso de las TIC los agrava.

## Rechazo en el laboratorio
La investigación en el laboratorio ha permitido descubrir que aún el rechazo de corta duración por parte de extraños puede tener efectos importantes (aunque temporarios) en un individuo. En varios experimentos de psicología social, las personas elegidas en forma aleatoria para recibir mensajes de exclusión social se tornan más agresivas, son más propensas a hacer trampas, menos dispuestas a ayudar a otros, y es más probable que persigan objetivos de corto plazo en lugar de objetivos a largo plazo. Parecería que el rechazo muy rápidamente conduce a comportamientos de auto derrota y antisociales.
Una técnica experimental común es el denominado paradigma de "arrojar la pelota", que fuera desarrollado por Kip Williams y sus colegas en la Universidad de Purdue. En este procedimiento un grupo de tres personas se arrojan una pelota entre sí. Sin que lo sepa el participante blanco, dos miembros del grupo trabajan para el experimentador y según una rutina acordada previamente. En un experimento típico la mitad de los individuos son excluidos de la actividad luego de unos pocos pases y nunca más vuelven a recibir la pelota. Unos pocos minutos de este tratamiento son suficientes para producir emociones negativas en el participante blanco, incluidas enojo y tristeza. Este efecto se produce independientemente de los niveles de autoestima y otras diferencias en la personalidad. 
Se ha desarrollado una versión informatizada de la tarea denominada "pelota cibernética" y la misma brinda resultados similares. En forma sorprendente, las personas se sienten rechazadas aun cuando saben que están jugando contra la computadora. En un grupo de experimentos recientes realizados utilizando la pelota cibernética indican que el rechazo disminuye el poder de la voluntad o autorregulación. En forma específica, es más probable que las personas que son rechazadas coman galletitas y menos probable que beban una bebida de sabor desagradable que se les informa que es buena para ellos. Estos experimentos también mostraron que los efectos negativos duran más tiempo en individuos que poseen una ansiedad social elevada.
Se han detectado diferencias de género en estos experimentos. En un estudio, las mujeres mostraron tener mayor conexión no verbal mientras que los hombres se desconectaban con mayor rapidez y utilizaban técnicas para “salvar la cara”, tales como pretender que no estaban interesados. Los investigadores llegaron a la conclusión que mientras que las mujeres buscan recuperar su sentido de pertenencia los hombres se muestran más interesados en recuperar su autoestima.
Los investigadores también han investigado como es que el cerebro responde frente al rechazo social. Un estudio descubrió que el cortex del cíngulo anterior dorsal se encuentra activo cuando las personas experimentan tanto dolor físico como "dolor social," en respuesta a un rechazo social. En otro experimento, en el cual también se utilizaron imágenes del cerebro por resonancia magnética, se observó que tres zonas del cerebro se encuentran activas cuando se les muestra a las personas imágenes que presentan temas de rechazo. Estas zonas son la circunvolución del cíngulo posterior, la circunvolución del parahipocampo, y el cortex del cíngulo anterior dorsal. No solo eso, los individuos que poseen una sensibilidad al rechazo elevada (véase más abajo) poseen menos actividad en la corteza prefrontal izquierda y la circunvolución frontal superior dorsal derecha, lo cual podría ser indicador de una menor habilidad para regular las respuestas emocionales frente al rechazo.
En un experimento realizado en la Universidad de California en Berkeley se descubrió que es más probable que los individuos con una combinación de baja autoestima y bajo control atencional presentan parpadeos típícos de una respuesta sobresaltada al observar imágenes con temas de rechazo. Estos hallazgos indican que las personas que se sienten mal consigo mismas son especialmente vulnerables al rechazo, pero también que las personas pueden controlar y regular sus reacciones emocionales.
Un estudio de la Universidad de Miami indica que los individuos que han experimentado recientemente un rechazo social eran mejores en cuanto a su habilidad para discriminar entre sonrisas reales y fingidas, que los participantes aceptados y los de control. Mientras que tanto los participantes aceptados como los de control tuvieron resultados mejores que el aleatorio (no se observaron diferencias entre estos dos grupos), los participantes rechazados fueron mucho mejores en esta tarea, con una tasa de éxito de casi 80%. Este estudio se destaca por ser uno de los pocos casos de una consecuencia positiva o adaptativa del rechazo social.
El ambiente interviene mucho en el rechazo ya que los jóvenes de hoy en día se siente rechazados por las personas, por su apariencia etc.

## Rechazo romántico
En contraste con el estudio sobre rechazo en la niñez, que principalmente estudia el rechazo por los compañeros, algunos investigadores se han dedicado a estudiar el fenómeno de aquellos casos en que un individuo rechaza a otro en forma individual en el contexto de una relación romántica. Tanto en adolescentes como en adultos, el rechazo romántico ocurre cuando una persona se niega a los avances románticos de otra persona o en forma unilateral finaliza una relación existente. La situación de amor no correspondido es una experiencia común en la juventud, pero en la medida que las personas son mayores el amor mutuo es más frecuente.
El rechazo romántico es una experiencia emocional dolorosa que parece disparar una respuesta en el núcleo caudado del cerebro, y una actividad asociada de dopamina y cortisol. En forma subjetiva, los individuos rechazados experimentan un conjunto de emociones negativas, incluyendo frustración, ira intensa, y eventualmente, resignación y desánimo. 
En comparación con lo que ocurre con las mujeres, es más probable que los hombres reaccionen con ira y agresión al ser rechazados. Cada año más de un millón de mujeres norteamericanas son acosadas físicamente, y la mayoría son acosadas por un ex -novio, ex -esposo, o pareja con la que cohabitaba. El 80% de estas mujeres son atacadas físicamente por el acosador. Investigadores de diversos países han demostrado que es más probable que los acosadores sean hombres, y que los acosadores hombres se tornen violentos.
Una razón por la cual el rechazo romántico es tan común en la sociedad es la tendencia a inclinarse hacia arriba. Las personas por lo general desean formar pareja con individuos que poseen características más elevadas que las que poseen ellos mismos en elementos tales como status y atractivo físico, y no con aquellos que poseen características inferiores. Cuando alguien se enamora de una persona que posee aspiraciones que son superiores, es poco probable que dicho amor sea correspondido, por lo que puede conducir a un rechazo.
Una revisión sistemática de 23 estudios realizados en Estados Unidos y Canadá, concluyó que los programas de prevención mejoran el conocimiento de los jóvenes con respecto a la violencia de pareja y su actitud hacia la misma. Sin embargo, estos estudios sugieren que dichos programas tienen poco impacto sobre el comportamiento. Por esto, los programas vigentes necesitan ser diseñados para apoyar de mejor manera los cambios de comportamiento, posiblemente a través de los componentes de formación de habilidades entre los estudiantes. Asimismo, estudios futuros deberían centrarse más en la medición de los comportamientos reales, en lugar de solamente conocimientos y actitudes.
La depresión es consecuencia de este tipo de rechazo. Frecuentemente se manifiesta con ataques de ira, llanto, anhedonia y en casos graves puede conducir al suicidio.